# Fulton (Arkansas)
Pour les articles homonymes, voir Fulton.
Fulton est un village situé dans l’État américain de l'Arkansas, dans le comté de Hempstead.